# Рок-Крік (Огайо)
Рок-Крік (англ. Rock Creek) — селище (англ. village) в США, в окрузі Ештабула штату Огайо. Населення — 667 осіб (2020).

## Географія
Рок-Крік розташований за координатами 41°39′38″ пн. ш. 80°51′16″ зх. д. / 41.66056° пн. ш. 80.85444° зх. д. (41.660431, -80.854328).  За даними Бюро перепису населення США в 2010 році селище мало площу 2,30 км², уся площа — суходіл.

## Демографія
Згідно з переписом 2010 року, у селищі мешкало 529 осіб у 196 домогосподарствах у складі 137 родин. Густота населення становила 230 осіб/км².  Було 218 помешкань (95/км²).
Расовий склад населення:
| - 97,5 % — білих - 1,5 % — чорних або афроамериканців - 0,2 % — азіатів |

До двох чи більше рас належало 0,8 %. Частка іспаномовних становила 0,2 % від усіх жителів.
За віковим діапазоном населення розподілялося таким чином: 27,2 % — особи молодші 18 років, 61,5 % — особи у віці 18—64 років, 11,3 % — особи у віці 65 років та старші. Медіана віку мешканця становила 36,8 року. На 100 осіб жіночої статі у селищі припадало 101,9 чоловіків;  на 100 жінок у віці від 18 років та старших — 99,5 чоловіків також старших 18 років.
Середній дохід на одне домашнє господарство  становив 49 542 долари США (медіана — 36 442), а середній дохід на одну сім'ю — 57 391 долар (медіана — 53 125). За межею бідності перебувало 17,3 % осіб, у тому числі 25,7 % дітей у віці до 18 років та 0,0 % осіб у віці 65 років та старших.
Цивільне працевлаштоване населення становило 183 особи. Основні галузі зайнятості: виробництво — 47,5 %, освіта, охорона здоров'я та соціальна допомога — 18,6 %, будівництво — 7,7 %, роздрібна торгівля — 6,0 %.